# Анна Марія Угорська
Анна Марія Угорська (угор. Magyarországi Anna Mária; 1204 — 1237) — угорська принцеса з династії Арпадів, донька короля Угорщини Андраша II та графині Гертруди Меранської, дружина царя Болгарії Івана Асена II, матір царя Болгарії Коломана Асена.
Є нащадкою Великих князів Київських Володимира Мономаха та Ярослава Мудрого. Правнучка української княжни Єфросинії, праправнучка Великого князя Київського Мстислава Великого.

## Біографія
Анна Марія народилась у 1204 році в Естергомі донькою короля Угорщини Андраша II та його першої дружини Гертруди Меранської. Мала братів Белу, Коломана та Андрія й сестру Єлизавету.
Мати, у разі відсутності батька, виконувала функції регентки і проводила власну політику, роздаючи землі фаворитам та залучаючи до країни іноземців. У 1213 році її було вбито заколотниками. Батько вчинив масові розправи та стратив ватажка бунтівників. За півтора року він одружився вдруге. Від цього шлюбу батька у Анни Марії народилася єдинокровна сестра Йоланда.
У 1217 році батько очолив П'ятий хрестовий похід. На зворотньому шляху він був затриманий болгарами і звільнений лише після узгодження шлюбу доньки із болгарським царем.
У січні 1221 року Анна Марія була видана в шлюб з царем Болгарії Іваном Асеном II. Цар перед цим вже був одруженим і мав двох дітей. Аби вступити у шлюб із угорською принцесою, першу дружину від відправив до монастиря. Посаг Анни Марії включав місто Белград та Бранічево, які її батько відвоював у болгар у 1214. 
Анна Марія померла від чуми у 1237 році. Похована у Церкві Сорока Великомучеників у Велико-Тирново.
Іван Асен згодом одружився втретє із візантійською царівною, яка народила сина та двох доньок, і пішов з життя у 1241. Коломан I Асен став наступним царем, однак правив недовго і помер, ймовірно, від отруєння.

## Родина
Чоловік — Іван Асен II
У шлюбі народила кількох дітей, з яких відоміː
- Єлена (близько 1224—близько 1254) — дружина імператора Нікеї Феодора II Ласкаріса, мала шестеро дітей;
- Тамара (нар. після 1220—?);
- Коломан Асен (1234—1246) — цар Болгарії у 1241—1246 роках, прожив 12 років;
- Петер (?—1237) — помер у ранньому віці;